# Enver Hoxha

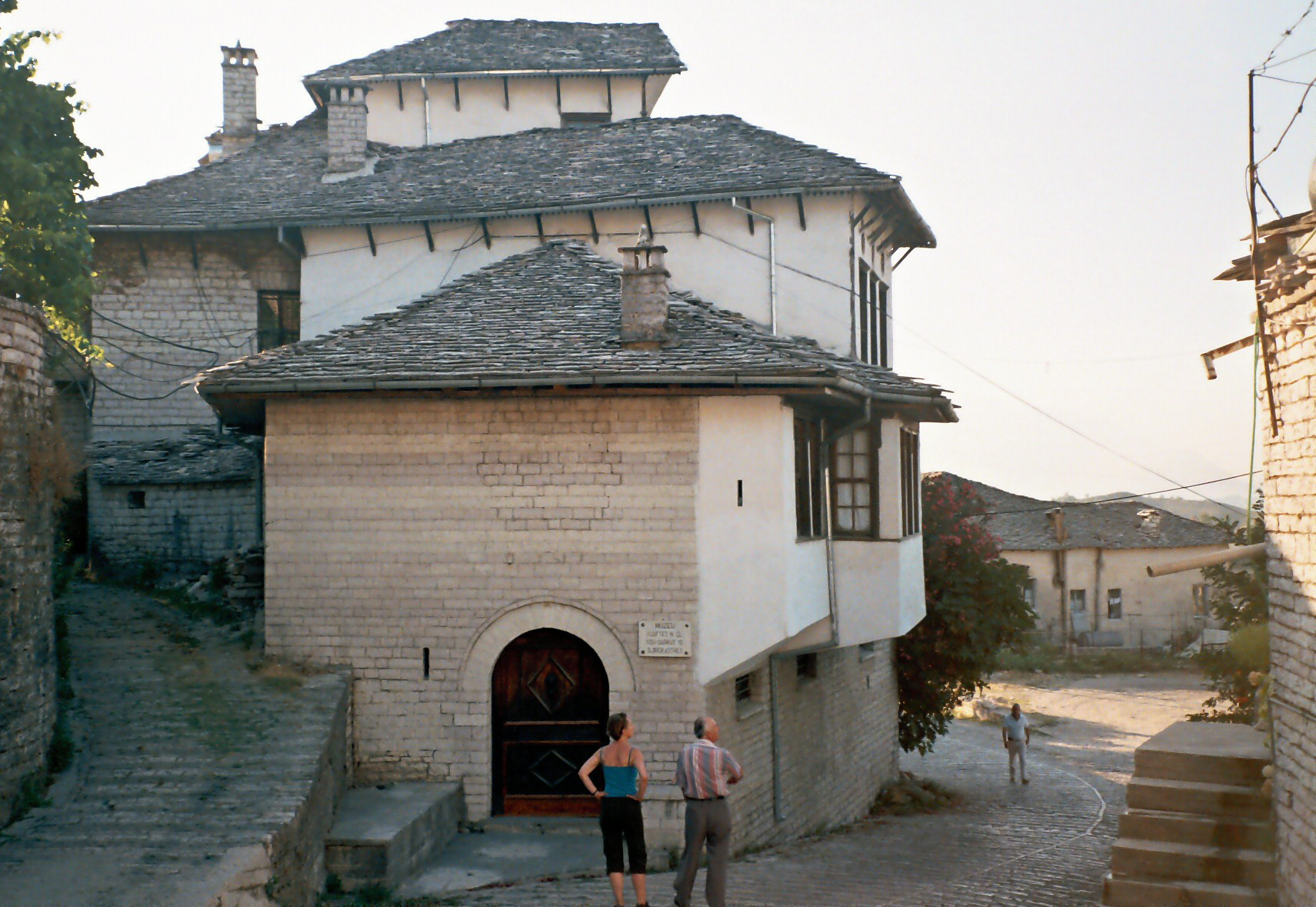
Dom w Gjirokastrze, w którym urodził się Enver Hoxha

Enver Hoxha (pol. również Enver Hodża, ur. 16 października 1908 w Gjirokastrze, zm. 11 kwietnia 1985 w Tiranie) – albański działacz komunistyczny, w latach okupacji jeden z liderów ruchu oporu, od końca II wojny światowej aż do śmierci w 1985 dyktator Albanii, przewodniczący Frontu Demokratycznego Albanii oraz pierwszy sekretarz Albańskiej Partii Pracy. Był także premierem Albanii w latach 1944–1954, ministrem spraw zagranicznych w latach 1946–1953, a od 1944 naczelnym dowódcą sił zbrojnych Albanii.
W okresie wojny stanął na czele ruchu oporu. Po wojnie objął w kraju rządy. W okresie jego rządów Albania stała się krajem uprzemysłowionym, nastąpił gwałtowny wzrost gospodarki i postęp w dziedzinie edukacji i zdrowia. Wyeliminował analfabetyzm i poprowadził kraj w kierunku rolniczo-samowystarczalnym. Eliminował opozycję i rozbudował sieć tajnej policji Sigurimi. W okresie rozłamu chińsko-radzieckiego poparł maoizm; z czasem spowodowało to liczne napięcia między Ludową Republiką Albanii a ZSRR, a te zaś doprowadziły ostatecznie do rozłamu radziecko-albańskiego. Po rozłamie chińsko-albańskim pod koniec lat 70. XX w. rząd Hoxhy prezentował antyrewizjonistyczny marksizm-leninizm, zwany hodżyzmem, nurt ten przyjęły liczne partie maoistowskie. Do dziś działa kultywująca jego myśl Międzynarodowa Konferencja Marksistowsko-Leninowskich Partii i Organizacji (hodżystowska).
Ponad 40-letnie rządy Hoxhy charakteryzowały się izolacją, agresywnym ateizmem państwowym i ścisłym stosowaniem się do stalinizmu.

## Życiorys

### Młodość

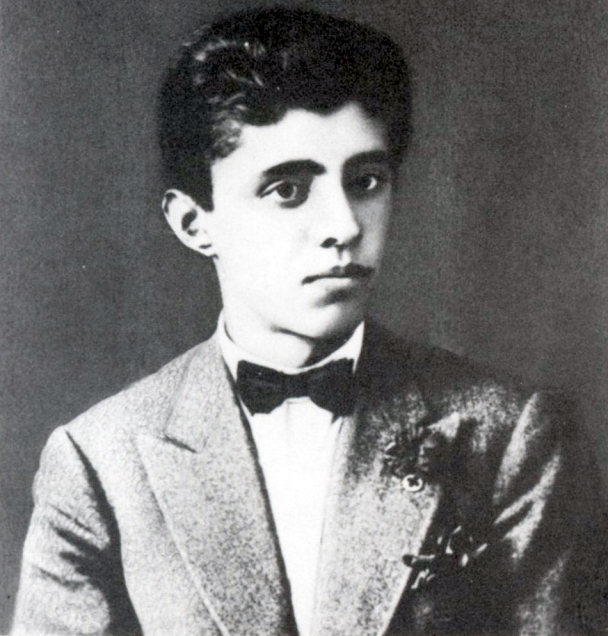
Enver Hoxha w wieku 18 lat

Urodził się w Gjirokastrze, mieście w południowej Albanii (ówczesne Imperium Osmańskie). Był synem muzułmańskiego handlarza suknem, Halila Hoxhy, który w czasie dzieciństwa Envera dużo podróżował po Europie. Matką Envera była Gjylihan (Gjylo) Hoxha. Rodzina Hoxhów posługiwała się dialektem toskijskim języka albańskiego. Z powodu częstych wyjazdów Halili duży wpływ na Envera w tym czasie miał stryj, Hysen Hoxha. Hysen był działaczem niepodległościowym, a następnie opozycyjnym. Hoxha w wieku 16 lat współtworzył i został sekretarzem Towarzystwa Studentów Gjirokastry. Towarzystwo było jednym z organów opozycji względem monarchistycznego rządu Zogu I. Reżim zamknął Towarzystwo, a młody Enver przeniósł się do Korczy, gdzie kontynuował naukę w liceum francuskim. W liceum uczył się historii Francji, literatury i filozofii. W czasie pobytu w Korczy po raz pierwszy przeczytał Manifest Komunistyczny.
W 1930 wyjechał na studia na Uniwersytet Montpellier we Francji. Zdobył stypendium państwowe Królowej Matki Sadij Toptani na wydziale nauk przyrodniczych. Uczęszczał na konferencje organizowane przez Stowarzyszenie Robotnicze związane z Francuską Partią Komunistyczną. Po roku nauki, porzucił swoje zainteresowania biologią i wyjechał do Paryża w nadziei na dalsze studia. Brał kursy filozofii na Sorbonie i współpracował z pismem „L’Humanité”, dla którego pod pseudonimem Lulo Malësori pisał artykuły na temat sytuacji w Albanii. Pod okiem uczącego go prawa profesora Llazara Fundy zaangażował się w działalność grupy albańskich komunistów. W listopadzie 1933 albańskie ministerstwo edukacji przestało wypłacać Hoxhy stypendium. Po porzuceniu studiów podjął pracę w albańskim konsulacie w Brukseli, w którym objął stanowisko sekretarza. Pracował tam w latach 1934–1936. Został zwolniony po tym, gdy inny pracownik odkrył, że Hoxha przechowuje w swoim biurze książki i materiały o charakterze marksistowskim. Do Albanii powrócił w 1936. Został nauczycielem w liceum francuskim w Korczy. W chwili zakończenia edukacji posługiwał się biegle językiem francuskim, ponadto znał włoski, serbski, angielski i rosyjski. Przez biografów określany jest jako najbardziej oczytany przywódca Europy Wschodniej, jako lider często odwoływał się do „Le Monde” i „International Herald Tribune”.

### Działalność w ruchu oporu
Został wyrzucony z pracy po włoskiej inwazji w 1939, po której odmówił wstąpienia do Albańskiej Partii Faszystowskiej. W tym czasie Albania stała się obszarem satelickim Włoch. Premierem rządu kolaboracyjnego został Mustafa Merlika. Po utracie pracy przyjechał do Tirany, gdzie zamieszkał w domu krewnego. W stolicy poznał środowisko komunistów. 8 listopada 1941, jako reprezentant grupy korczańskiej, został wybrany na tymczasowego I sekretarza Komunistycznej Partii Albanii i jednego z siedmiu członków Komitetu Centralnego, utworzonej tego dnia z inspiracji komunistów jugosłowiańskich poprzez zjednoczenie większości albańskich konspiracyjnych grup komunistycznych. Otworzył własny sklep z tytoniem o nazwie Flora, gdzie organizował nielegalne spotkania komunistyczne. Z czasem sklep został zamknięty przez rząd.
Od 8 do 11 kwietnia 1942 w Tiranie trwała pierwsza narada konsultacyjna działaczy Komunistycznej Partii Albanii. 8 kwietnia wydał główny raport ze spotkania. W lipcu napisał i wydał w imieniu partii komunistycznej apel do albańskich chłopów. Jego apel miał na celu pozyskanie wsparcia chłopskiego do walki z okupantami. Hoxha zachęcał chłopów do gromadzenia zboża, odmowy płacenia podatków i opłat zwierzęcych.

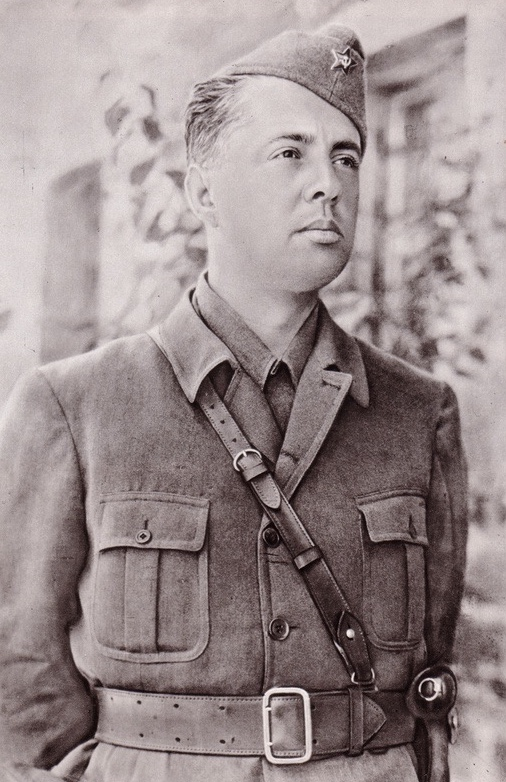
Hoxha jako partyzant w 1944

Był inicjatorem powołania na konferencji z 16 października 1942 we wsi Peza Ruchu Wyzwolenia Narodowego (UNC) skupiającego siły antyfaszystowskie niezależnie od ideologii lub klasy. W marcu 1943 został wybrany I sekretarzem przez I Krajową Konferencję Partii Komunistycznej. Ruch i jego siły zbrojne występujące pod nazwą UNC-Armia Narodowo-Wyzwoleńcza stały się najsilniejszą siłą polityczną i wojskową kraju. W połowie 1944 kontrolowały 3/4 obszaru kraju. Hoxha pełnił w nich rolę komisarza politycznego, dowódcą armii został przedwojenny oficer Spiro Moisiu. Armia Narodowo-Wyzwoleńcza dysponowała własnymi batalionami i brygadami, otrzymywała wsparcie od brytyjskiego wywiadu Secret Intelligence Service.
Albania miała ciągłe trudności w komunikacji między grupami partyzantów walczących z najeźdźcą. W czasie wojny podejmowano powtarzające się próby współpracy. W sierpniu 1943 w Mukje odbyło się tajne spotkanie między Komunistyczną Partią Albanii a nacjonalistyczna organizacją Balli Kombëtar (Front Narodowy). Rezultatem spotkania była zgoda obu ugrupowań na: zjednoczenie się we wspólnej walce z faszystowskim najeźdźcą; zaprzestanie walk między stronami podpisującymi umowę; utworzenie wspólnych personelów operacyjnych do koordynacji działań wojskowych; uznano, że demokratyczne wybrane rady krajowe stanowią władzę państwową; ustalono, że wspólnym celem grup jest niezależność i demokratyczna forma rządów; wyrażenie poparcia i poszanowania rezultatów Karty Atlantyckiej między Wielką Brytanią, ZSRR a USA. W odniesieniu do Kosowa i Czamerii ustalono, iż mieszkańcy tych regionów sami zdecydują o swojej przynależności; zjednoczenie każdej grupy politycznej we wspólnym wysiłku wojennym, niezależnie od ich ideologii; Komunistyczna Partia Albanii opowiedziała się za brakiem współpracy z każdą grupą Balii Kombëtar, która będzie kolaborować z najeźdźcą; Partia Komunistyczna zjednoczy się z każdą grupą, która kiedyś współpracowała z faszystami, jednak zakończyła te kontakty i wyraziła gotowość do walki z okupantem, jedynym warunkiem było to, iż grupy te nie są odpowiedzialne za żadne zbrodnie. Zachęcone przez Balli Kombëtar grupy wielkoalbańskie z Kosowa i Czamerii również podpisały umowę. Koalicja albańskich sił antyfaszystowskich i jej siła zbrojna Armia Wyzwolenia Narodowego jesienią 1944 liczyła  70 tys. partyzantów zorganizowanych w 3 korpusy (8 dywizji i 26 brygad).
Rola ZSRR w wyzwoleniu kraju była znikoma, dzięki temu Albania stała się jedynym krajem, którego niezależność po II wojnie światowej nie była zagrożona przez żadne z mocarstw.

#### Konflikt z prawicą i przejęcie władzy
Między komunistami albańskimi a jugosłowiańskimi doszło pod koniec wojny do sporu. Jugosłowianie nie zgodzili się na projekt Wielkiej Albanii i apelowali do komunistów albańskich o wycofanie swojego poparcia dla tejże koncepcji. Według samego Hoxhy Tito zgodził się, „aby Kosowo było albańskie”, jak się jednak okazało serbski sprzeciw wobec tego pomysłu był zbyt silny. Po tym, gdy albańscy komuniści zgodzili się odrzucić projekt Wielkiej Albanii, Balli Kombëtar obróciła się przeciwko komunistom, którzy z kolei oskarżyli Balli Kombëtar o kolaborację z Włochami. Balli Kombëtar znalazła się w trudnej sytuacji ze względu na brak poparcia społecznego. Uznając komunistów za główne zagrożenie Balli Kombëtar rozpoczęła kolaborację z hitlerowcami. Dzięki podjęciu się kolaboracji przez konkurencyjną organizację komuniści stali się jedyną znaczącą siłą uczestniczącą w walce o niepodległość.
W maju 1944 na mocy uchwał odbywającego się w Përmecie kongresu Hoxha został mianowany dowódcą UNC w stopniu generała-pułkownika oraz przewodniczącym Antyfaszystowskiego Komitetu Wyzwolenia Narodowego. 23 października 1944 został mianowany premierem. Powołano Trybunały mające karać potencjalnych zbrodniarzy wojennych, którzy zostali uznani za wrogów ludu, przewodniczącym tych instancji został Koçi Dzodze. Po wyzwoleniu spod okupacji w dniu 29 listopada 1944 kilka albańskich oddziałów partyzanckich przekroczyło granicę z okupowaną przez Niemców Jugosławią i włączyło się do walki u boku partyzantów Tity i Armii Czerwonej. Marszałek Tito w późniejszych latach podziękował Hoxhy za okazaną Jugosławii pomoc. Uprzednio demokratyczny rząd zdominowany przez partię komunistyczną przeorganizował się w sierpniu 1945 we Front Wyzwolenia Narodowego. Pierwsze powojenne wybory w Albanii odbyły się 2 grudnia i jak poinformował rząd, 93% Albańczyków głosowało na przedstawicieli FWN.

## Rządy

### Pierwszy okres (1946-65)
11 stycznia 1946 Zogu został oficjalnie zdetronizowany, a Albania została przemianowana na Ludową Republikę Albanii (od 1976 Ludowa Socjalistyczna Republika Albanii). Jako pierwszy sekretarz, Hoxha był de facto głową państwa.
Według niego w trakcie wojny z miliona obywateli kraju zginęło 28 tys. osób, 12,6 tys. zostało rannych, 10 tys. więźniów politycznych zostało straconych we Włoszech i Niemczech, 35 tys. osób trafiło do obozów pracy przymusowej, a wszystkie instalacje elektroenergetyczne, porty i kopalnie zostały zniszczone. Oprócz tego gospodarka narodowa została zniszczona, a rolnictwo i hodowla zostały splądrowane.

#### Reformy gospodarcze i społeczne
W sierpniu 1945 przeprowadził reformę rolną. Reforma polegała na kolektywizacji rolnictwa w ramach spółdzielni produkcyjnych (kooperatyw), ziemie należące do właścicieli ziemskich i panów feudalnych (bej), czyli aż 52% wszystkich gruntów przed 1945 zostało natomiast rozdane chłopstwu. Po realizacji reformy procent ziemi należącej do ziemian wynosił 16%. Kolejnymi krokami w gospodarce było przeprowadzenie industrializacji i elektryfikacji kraju. Jego rząd przeprowadzał stopniowo proces likwidacji analfabetyzmu, który w 1939 na obszarach wiejskich wynosił 90–95%. Dzięki działaniom jego rządu spadł w 1950 do 30%, a w 1985 był już równy krajom Zachodu.
W 1957 utworzył Państwowy Uniwersytet Tirany – pierwszy tego rodzaju obiekt w Albanii. Z jego inicjatywy zakazana została średniowieczna Gjakmarrja,, czyli praktyka tzw. morderstwa honorowego. W okresie jego rządów nastąpił duży postęp w dziedzinie służby zdrowia. Historycznym problemem Albanii była malaria a kraj ten miał największą liczbę zakażonych pacjentów w całej Europie, problem tej choroby rozwiązano wraz z rozpowszechnieniem w okresie Hoxhy dichlorodifenylotrichloroetanu, do 1985 choroba została zupełnie wyeliminowana. Wyeliminowano także inne choroby, w tym kiłę.

#### Polityka zagraniczna

##### Relacje z państwami zachodnimi
W 1946 doszło do incydentu w Cieśninie Korfu wywołanego uszkodzeniem brytyjskich okrętów na postawionych przez Albanię minach.
W 1949 brytyjskie organizacje wywiadowcze i Stany Zjednoczone Ameryki nawiązały kontakt z przebywającym na emigracji Zogiem. Służby tych państw zatrudniły albańskich uchodźców i emigrantów z Egiptu, Włoch i Grecji, gdzie po przeszkoleniu ich na Malcie, Cyprze i Niemczech Zachodnich przerzuciły ich do Albanii. W 1950 i 1952 przeszkoleni agenci próbowali tworzyć jednostki partyzanckie, zostali jednak zabici lub schwytani przez albańskie siły bezpieczeństwa. Pomocny w rozbiciu siatek szpiegowskich okazał się brytyjski, a zarazem radziecki agent, Kim Philby. Philby przedstawił zachodni plan infiltracji Moskwie, co umożliwiło likwidację około 300 szpiegów.

##### Relacje z Jugosławią
Gdy w 1948 doszło do rozłamu w bloku wschodnim, opowiedział się za Związkiem Radzieckim przeciwko sąsiedniej Jugosławii, chcąc uniknąć w ten sposób spłaty długów wobec Jugosławii.
Relacje między państwami pogorszyły się już 20 października 1944, kiedy to odbyła się II sesja plenarna KPA, dotycząca problemów, z którymi będzie się musiał zetknąć rząd po uzyskaniu niepodległości. Na plenum delegacja jugosłowiańska na czele z Velimirem Stoiniciem oskarżyła partię i Hoxhę o sekciarstwo i oportunizm. Stoinić stwierdził również, że partyzanci jugosłowiańscy stali na czele partyzantki albańskiej. Antyjugosłowiańscy członkowie KP Albanii zaczęli oskarżać Titę o destabilizację partii. Koçi Dzodze, Sejfulla Malëshova i inni politycy, popierający Jugosławię, zostali poddani obserwacji przez albańskie służby. Tito uważał, że Albania jest zbyt słaba, aby być niezależna i dlatego powinna stać się częścią Jugosławii. Stąd też Hoxha twierdził, że Tito zawarł z nim układ o przyjaźni, współpracy i wzajemnej pomocy z 1946 roku w celu przyszłej aneksji jego kraju. W tym czasie w Albanii pojawiły się głosy, jakoby traktat był mocno przechylony w kierunku interesów Jugosławii, co miało być analogiczne do traktatu króla Zoga z Mussolinimi, który w konsekwencji doprowadził do uzależnienia kraju od Włoch.
Jedną ze spornych kwestii było to, że albański lek (waluta) został przeszacowany w kategoriach dinara jugosłowiańskiego, a na nowo utworzonej unii celnej i planie gospodarczym Albanii zdecydowanie więcej zyskała Jugosławia. Według albańskich ekonomistów, H. Banji i V. Toçi stosunki między Albanią i Jugosławii w tym okresie były oparte na wyzysku i że stanowiły próby uczynienia z gospodarki Albanii dodatku do gospodarki jugosłowiańskiej. W rezultacie Hoxha zaczął oskarżać Jugosławię o nierzetelność, stwierdził, że kraj ten wymaga od Albanii produkowania surowców, które są potrzebne Jugosłowianom. Hoxha oskarżył Jugosławię o próbę uzależnienia Albanii i sprzedaży Albanii przetworzonych w Jugosławii towarów pochodzących z albańskich surowców po zawyżonych cenach.
Józef Stalin ostrzegł Hoxhę, że Jugosłowianie mogą próbować aneksji Albanii. Stwierdził on, że Jugosławia pod pretekstem obrony kraju przed atakiem ze strony Grecji chciała wprowadzić jednostki swojej armii do Albanii i oświadczył, że próby te były tajne i zmierzały do obalenia ustroju albańskiego. W czerwcu 1947 roku Komitet Centralny Komunistycznej Partii Jugosławii potępił Hoxhę, oskarżając go o indywidualizm i linię antymarksistowską. Gdy Albania zawarła umowę z ZSRR o zakupie dostaw maszyn rolniczych, rząd Jugosławii stwierdził, że Albania nie może zawierać umów z innymi krajami bez jugosłowiańskiego zatwierdzenia.
Koçi Dzodze będący osobistym rywalem Hoxhy i liderem projugosłowiańskiej frakcji proletariackiej w partii, próbował zatrzymać Hoxhę przed poprawą stosunków z Bułgarią, argumentując to tym, iż Albania miała być bardziej stabilna poprzez handel z jednym partnerem (Jugosławią). Koncepcję Dzodze skrytykował Nako Spiru, antyjugosłowiański działacz partii. W listopadzie Spiru w obawie przed utratą przez Albanię niezależności popełnił samobójstwo. Na VIII Plenum KC Partii trwającym od 26 lutego do 8 marca 1948 roku Dzodze oskarżył Hoxhę o odpowiedzialność za pogorszenie relacji z Jugosławią i stwierdził, że radziecka misja wojskowa powinna być wydalona z kraju na rzecz jugosłowiańskiego odpowiednika. Gdy Jugosławia publicznie zerwała z ZSRR, baza wsparcia Hoxhy została wzmocniona. 1 lipca 1948 roku Tirana wezwała wszystkich jugosłowiańskich doradców technicznych do opuszczenia kraju i jednostronnie uznała wszystkie traktaty i porozumienia z tym krajem za nieaktualne. Z inicjatywy Hoxhy i popierającej go frakcji intelektualistów Dzodze został wykluczony z partii, a 13 czerwca 1949 roku stracony przez pluton egzekucyjny. Wraz z nim od władzy odsunięty został Malëshova i reszta członków frakcji proletariackiej partii.

##### Relacje ze Związkiem Radzieckim
Po rozłamie z Jugosławią sprzymierzył się z ZSRR, dla którego wyrażał wielki podziw. Od 1948 do 1960 roku uzyskał na rozbudowę techniczną i infrastruktury 200 milionów dolarów pomocy radzieckiej. Albania 22 lutego 1949 roku została przyjęta do Rady Wzajemnej Pomocy Gospodarczej. Albania wywierała nacisk na Jugosławię oraz pełniła rolę proradzieckiej siły na Morzu Adriatyckim. Na wyspie Sazan w pobliżu Vlory zbudowana została baza okrętów podwodnych, mająca stwarzać zagrożenie dla VI Floty Stanów Zjednoczonych. Relacje między Albanią a Związkiem Radzieckim pozostawały bliskie aż do śmierci Stalina 5 marca 1953 roku. Z powodu jego śmierci ogłoszono w kraju żałobę narodową. W okresie rządów Nikity Chruszczowa i jego referatu o destalinizacji pomoc do Albanii została ograniczona, a rząd radziecki zachęcał Hoxhę do przyjęcia bardziej rewizjonistycznego kursu. W ramach tej polityki Albania miałaby zwiększyć produkcję rolną i eksport takich produktów do krajów Układu Warszawskiego, rząd Albanii natomiast wolał rozwijać przemysł.
Od 16 maja do 17 czerwca Jugosławię odwiedził Nikołaj Bułganin i Anastas Mikojan, którzy zapoczątkowali ponowne ocieplenie relacji jugosłowiańsko-radzieckich. Chruszczow zaczął też odnosić się pozytywnie do teorii policentryzmu autorstwa włoskiego komunisty Palmiro Togliattiego. Chruszczow nie konsultował tych spraw z Hoxhą, przez co ten czuł się urażony. Ponadto Jugosławia zaczęła się domagać od albańskiego rządu odbudowy wizerunku Koci Dzodze i jego rehabilitacji, co zostało przez Hoxhę odrzucone. W 1956 roku na XX Zjeździe Komunistycznej Partii Związku Radzieckiego Chruszczow potępił kult jednostki Józefa Stalina co albański przywódca uznał za rewizjonizm. Hoxha z gniewem przyjął też teorię pokojowego współistnienia – Instytut Studiów Marksistowsko-Leninowskich prowadzony przez Nexhmije Hoxhę cytował za Włodzimierzem Leninem, iż: podstawową zasadą polityki zagranicznej państwa socjalistycznego i partii komunistycznej jest internacjonalizm proletariacki, a nie pokojowe współistnienie. Hoxha zajął ostre stanowisko wobec poglądów, które uważał za rewizjonizm.
Na skutek destalinizacji w bloku wschodnim jedność Albańskiej Partii Pracy zaczęła spadać, w kwietniu 1956 roku zorganizował w Tiranie specjalne spotkanie z 450 delegatami partii. Delegaci skrytykowali panujące w partii warunki i brak demokracji socjalistycznej. Delegaci wezwali do dyskusji na temat kultu jednostki i XX Zjazdu KPZR. Hoxha wezwał do uchwały, która podtrzymałaby dotychczasowe kierownictwo partii. Rezolucję przyjęto, a wszystkich delegatów, którzy opowiedzieli się za destalinizacją i dalszym członkostwem w bloku wschodnim, wydalono z partii lub uwięziono. Hoxha zadeklarował, że rozłam w partii był kolejną próbą obalenia systemu albańskiego zorganizowaną przez Jugosławię. Incydent doprowadził do dalszej konsolidacji władzy Hoxhy, co tym samym wykluczyło realizację programu reform forsowanych przez Chruszczowa.

##### Przejście w stronę Chin i maoizmu
W 1956 roku odwiedził Chiny, gdzie spotkał się z Mao Zedongiem. Stosunki z Chinami znacznie się polepszyły, o czym świadczy chińska pomoc dla Albanii, która w 1955 roku (przed wizytą) wynosiła 4,2%, a w 1957 wzrosła do 21,6%. Także ZSRR w celu utrzymania Albanii w bloku wschodnim, zwiększył pomoc dla tego kraju. Nie zatrzymało to jednak kierunku Albanii ku Chinom. Stosunki z ZSRR pozostały na tym samym poziomie do 1960, kiedy Chruszczow spotkał się z Sofoklesem Venizelosem – greckim politykiem lewicy. W trakcie spotkania Chruszczow poparł nadania greckiemu Północnemu Epirowi statusu autonomii i liczył na użycie wpływów Grecji do utrzymania Albanii w bloku demokracji ludowych.

###### Rozłam z ZSRR
Stosunki z ZSRR gwałtownie się pogorszyły. ZSRR zmniejszył pomoc do Albanii, w tym dostawy zboża. W lipcu 1960 roku odkryto spisek mający zmierzać do obalenia rządu Hoxhy. Zamach miał być przygotowany przez Związek Radziecki i albańskiego kontradmirała Teme Sejko. Z partii wydalono też dwóch proradzieckich polityków – Liri Belishova i Koço Tashke. W sierpniu KC PPA wysłał poprzez sowieckiego ambasadora w Tiranie list protestacyjny do KC KPZR. IV Zjazd Partii od 13 do 20 lutego 1961 był ostatnim zjazdem PPA, w którym uczestniczyli goście z ZSRR innych krajów Europy Środkowo-Wschodniej. Podczas kongresu potępiono ZSRR i pochwalono Chiny. Mehmet Shehu stwierdził, że Albania w przeciwieństwie do ZSRR jest prawdziwie marksistowska. ZSRR zagroził Albanii poważnymi konsekwencjami. Kilka dni później Chruszczow i prezydent Czechosłowacji Antonín Novotný (Czechosłowacja była największym źródłem pomocy do Albanii z wyłączeniem ZSRR) zagrozili odcięciem pomocy gospodarczej. W marcu Albania nie została zaproszona do udziału w spotkaniu państw Układu Warszawskiego (Albania była jednym z jego założycieli w 1955 roku), a w kwietniu wszyscy doradcy radzieccy zostali wycofani z kraju. W maju wycofano oddziały radzieckie przebywające w bazach albańskich. 7 listopada 1961 Hoxha wygłosił przemówienie, w którym nazwał Chruszczowa rewizjonistą i antymarksistą. Jako ostatniego przywódcę KPZR przedstawił Józefa Stalina i zaczął coraz częściej podkreślać niezaangażowanie Albanii. Do 11 listopada ZSRR i każdy inny kraj Układu Warszawskiego zerwał stosunki dyplomatyczne z Albanią. Albania została nieoficjalnie wyłączona (poprzez niezapraszanie jej na spotkania) zarówno z RWPG, jak i Układu Warszawskiego. Jeszcze po rozłamie Chruszczow wielokrotnie krytykował Hoxhę. W trakcie jednego ze spotkań działaczy komunistycznych na którym podjęto się problemu Albanii, po przemówieniu hiszpańskiej komunistki Dolores Ibarruri, radziecki polityk wstał z krzesła i stwierdził, że Hoxha był jak pies, który gryzie karmiącą rękę i że zachował się bardziej bezwstydnie niż Mao Zedong. Także Hoxha po rozłamie wielokrotnie krytykował politykę ZSRR. W 1968 roku potępił doktrynę Breżniewa usprawiedliwiającą interwencje Układu Warszawskiego w krajach socjalistycznych.

### Równouprawnienie kobiet
Głównym osiągnięciem jego rządów był postęp w prawach kobiet. Albania historycznie była jednym z najbardziej patriarchalnych krajów Europy. Według pochodzącego ze średniowiecza Kanunu Leki Dukagjiniego, który regulował m.in. status kobiet, kobieta była workiem, który miał przetrwać tak długo, jak żyje w domu męża. Kobiety nie mogły dawniej dziedziczyć od swoich rodziców niczego. Zamordowana kobieta w ciąży była rozcinana w celu sprawdzenia, czy płód jest chłopcem czy dziewczynką – jeśli był to chłopiec, to morderca musiał zapłacić trzy torebki [dawna waluta] za krew kobiety i 6 torebek za krew chłopca. Jeśli płód był dziewczynką, to morderca zapłacić musiał po trzy torebki za matkę i córkę. Inicjowanie rozwodów przez kobiety były zakazane, a rodzice żony byli zobowiązani do jej zwrotu w przypadku ucieczki do ich domu. Pozostawienie córki w domu sprowadzało na rodzinę wstyd, który trwał przez całe pokolenia i wywoływał krwawe porachunki między rodzinami. Już w trakcie wojny albańscy komuniści zachęcali kobiety do udziału w partyzantce. Po wojnie rząd zachęcał kobiety do podejmowania pracy jako funkcjonariuszki, jednakże zawody wymagające wyższego wykształcenia dalej były poza zasięgiem większości kobiet, które przed wojną miały mocno utrudnioną naukę. W 1938 r. 4% kobiet pracowało w różnych sektorach gospodarki, w 1970 ta liczba wzrosła do 38%, a w 1982 do 46%. W czasie Rewolucji Kulturalnej i Ideologicznej (omówienie poniżej) kobiety były zachęcane do podejmowania wszelkich zawodów, w tym stanowisk rządowych. 40,7% kobiet objęło miejsca w Radach Ludowych, a 30,4% w Zgromadzeniu Ludowym. Dwie kobiety wstąpiły do Komitetu Centralnego w 1985 r. W porównaniu do roku 1938, w roku 1978 15,1 razy więcej dzieci płci żeńskiej uczęszczało do szkoły ośmioklasowej, a 175,7 razy więcej kobiet uczęszczało do szkół średnich. W roku 1978 101,9 razy więcej kobiet studiowało w szkołach wyższych, niż miało to miejsce w 1957 r.

#### Polityka podatkowa, zdrowotna, wojskowość i elektryfikacja
W 1969 roku całkowicie zniesiono opodatkowanie bezpośrednie. W tym okresie zwiększyła się jakość edukacji i opieki zdrowotnej. W 1960 roku rozpoczęto kampanię elektryfikacji, w wyniku której cały naród do 1985 roku posiadał już elektryczność – jednak już 25 października 1970 roku Albania stała się pierwszym krajem z pełną elektryfikacją na całym świecie. W czasie Rewolucji Kulturalnej i Ideologicznej w latach 1967–1968 tradycyjne elementy wojskowości zmieniono na taktykę armii komunistycznej i zastosowano się do maoistowskiej strategii znanej jako wojna ludowa. W jej ramach zniesiono rangi wojskowe, które zostały w pełni przywrócone po 1991 roku. Według danych przedstawianych przez rząd w 1960 Albania miała jednego lekarza na każde 3360 mieszkańców, w 1978 był to już jeden lekarz na każde 687 mieszkańców (należy też brać pod uwagę szybki wzrost populacji). Służba zdrowia była bezpłatna i powszechna, po raz pierwszy trafiła do najodleglejszych wiosek. Przyrost naturalny ludności był 3,5 razy wyższy niż średnia roczna krajów europejskich. śmiertelność była o 37% niższa od średniego poziomu umieralności w pozostałych krajach Europy. Średnia długość życia wzrosła od około 38 lat do 69 w latach 70. – średnio o każdy rok rządów Hoxhy długość rosła o 11 miesięcy. Przerażony perspektywą inwazji sił radzieckich, rozkazał w latach 60. wybudować tysiące bunkrów na terenie całej Albanii (powstało ich ok. 600–750 tys. – jeden na 4 Albańczyków).
Rząd stale utrzymywał wysoki przyrost naturalny. Na przykład kobieta, która urodziła ponadprzeciętną liczbę dzieci, otrzymywała rządową nagrodę Bohaterki Matki (po albańsku: Nënë Heroinë) oraz nagrodę pieniężną. Zasadniczo ograniczono aborcję z wyjątkiem przypadków, gdy poród stanowił zagrożenie dla życia matki. Aborcja była decyzją należącą do powiatowych komisji lekarskich.

#### Styl rządów
W polityce wewnętrznej odwoływał się często do swoistego kultu jednostki utrzymanego w stylu stalinowskim. Niekiedy kult osiągnął intensywność zbliżoną do kultu Kim Ir Sena (którego sam Hoxha potępił). Przywódca Albanii był przedstawiany jako geniusz komentujący praktycznie wszystkie aspekty życia, od kultury do ekonomii po sprawy wojskowości. Każda książka posiadała co najmniej jeden lub kilka cytatów zaczerpniętych z badań prowadzonych przez Hoxhę.

#### Relacje z Chinami
W trakcie realizacji trzeciego albańskiego planu pięcioletniego Chiny obiecały Albanii pożyczki w wysokości 125 milionów dolarów na budowę dwudziestu pięciu fabryk chemicznych, hut i instalacji elektrycznych. Albania przeżywała wówczas trudny okres przejściowy – chińscy technicy byli mniej doświadczeni niż ci radzieccy, a ponadto odległość między Albanią i ChRL oraz złe stosunki Albanii z sąsiadami bardzo skomplikowały współpracę obu państw. W porównaniu do Jugosławii i ZSRR, Chiny miały najmniejszy wpływ ekonomiczny w Albanii. W poprzednich piętnastu latach (1946-61) udział handlu zagranicznego w ramach gospodarki albańskiej wynosił co najmniej 50%. Na mocy Konstytucji z 1976 roku pomoc zagraniczna i takowe inwestycje zostały zakazane. Albania mimo braków w nowoczesnych technologiach miała stać się krajem samowystarczalnym. Ideologicznie Hoxha początkowo popierał poglądy Mao. Mao potępiał bowiem rzekomy rewizjonizm Chruszczowa i odnosił się krytycznie do Jugosławii. Pomoc przyznana z Chin była nieoprocentowana i nie musiała być spłacona, dopóki Albania nie mogła sobie na to pozwolić. Chiny nigdy nie interweniowały w produkcję gospodarczą Albanii, technicy chińscy pracowali wedle tych samych płac co pracownicy albańscy, było to więc przeciwieństwo techników sowieckich, którzy niekiedy przyjmowali ponad trzykrotnie wynagrodzenie samego Hoxhy. Albańskie gazety były przedrukowywane w gazetach chińskich i czytane w tamtejszym radiu. Albania poparła ChRL w jego staraniach o miejsce w ONZ, co udało się w 1971 roku, gdy ChRL zastąpiło Republikę Chińską na Tajwanie.
W tym okresie Albania stała się drugim co do wielkości producentem chromu na świecie. Pod względem strategicznym Adriatyk był atrakcyjny dla Chin, Chińczycy wierzyli, że pozwoli on im na zdobycie z pomocą Albanii nowych sojuszników w Europie Wschodniej, co ostatecznie się nie udało. W styczniu 1964 roku Albanię odwiedził Zhou Enlai. 9 stycznia podpisano w Tiranie wspólne oświadczenie chińsko-albańskie. W trakcie oświadczono, że stosunki między krajami socjalistycznymi muszą opierać się na zasadach pełnej równości, poszanowania suwerenności terytorialnej i niepodległościowej oraz nie integracji w sprawy wewnętrzne państw. Pomoc powinna być oparta na zasadach proletariackiego internacjonalizmu. Postulowano sprzeciwienie się szowinizmowi i narodowemu egoizmowi w stosunkach między krajami socjalistycznymi.
Zarówno Albania, jak i Chiny broniły „czystości” marksizmu-leninizmu, atakując zarówno „amerykański imperializm”, jak i „radziecki i jugosłowiański rewizjonizm”. W „teorii podwójnego przeciwnika” Jugosławia postrzegana była jako oddział amerykańskiego imperializmu i sabotażyści wobec światowej rewolucji. Poglądy te przyczyniły się do pogorszenia wzajemnych relacji, gdy Chiny zaczęły odchodzić od tejże polityki. W przeciwieństwie do sojuszu z ZSRR lub Jugosławią sojuszowi z Chinami brakowało organizacyjnej platformy regulacji i koordynacji polityki. 3 listopada 1966 roku Mao wygłosił przemówienie, w którym nazwał Albanię jedynym państwem marksistowsko-leninowskim w Europie. Ostrzegł, że atak na Albanię ze strony „imperialistów amerykańskich” lub „rewizjonistów radzieckich” spotka się z kontrakcją ze strony Chin. Także i Hoxha wygłosił przemówienie zachowane w podobnym tonie.

#### Zwrot po rewolucji kulturalnej

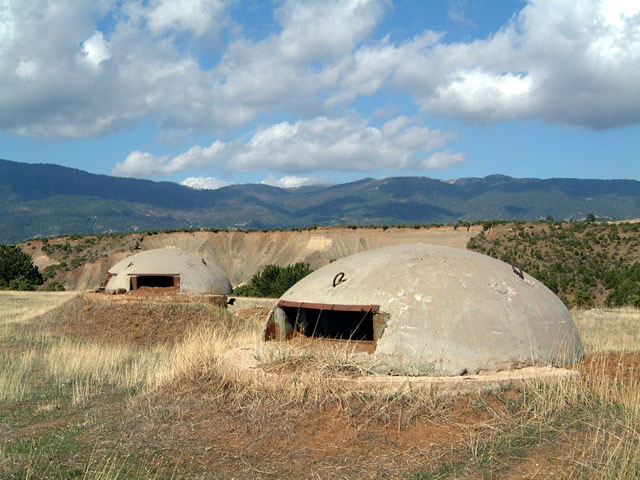
Albańskie bunkry

Po rewolucji kulturalnej Chiny wkroczyły w czteroletni okres względnej izolacji dyplomatycznej. W tym momencie stosunki chińsko-albańskie osiągnęły moment zenitu. W dniu 20 sierpnia 1968 r. Albania potępiła interwencję Układu Warszawskiego w Czechosłowacji i doktrynę Breżniewa. 5 września Albania oficjalnie wycofała się z Układu Warszawskiego. Stosunki z ChRL zaczęły się pogarszać po 15 lipca 1971 roku, gdy Chiny odwiedził prezydent Stanów Zjednoczonych Richard Nixon. Nixon w Chinach spotkał się ze Zhou Enlaiem. Hoxha poczuł się zdradzony, a rząd był w stanie szoku. 6 sierpnia wysłał pismo KC Albańskiej Partii Pracy do KC Komunistycznej Partii Chin, w którym nazwał Nixona „szalonym antykomunistą”. W odpowiedzi dowiedział się, że Chiny ograniczą pomoc na rzecz gospodarki Albanii. W odpowiedzi na to Albania zwiększyła wymianę handlową z krajami RWPG (z wyjątkiem ZSRR) i Jugosławią. Prowadzono też handel z Trzecim Światem – w 1973 roku wart on był 0,5 miliona dolarów, a rok później już 8,3 mln dolarów. Wskaźnik handlu wzrósł z 0,1% do 1,6%. Po śmierci Mao 9 września 1976 roku Hoxha (który sam uczestniczył w pogrzebie Mao w Pekinie) wierzył w poprawę stosunków z Chinami, jednak w sierpniu 1977 nowy przywódca Chin, Hua Guofeng stwierdził, że teoria Trzech Światów Mao stanie się oficjalną, chińską polityką zagraniczną. Hoxha widział w tej koncepcji zbliżenie się Chin do USA i obawiał się, że Chiny staną się kolejnym supermocarstwem i staną na czele państw niezaangażowanych i trzeciego świata. Od 30 sierpnia do 7 września 1977 odwiedził Pekin i został przyjęty przez chińskich przywódców. W tym samym momencie Albańska Partia Pracy oświadczyła, że Chiny to państwo rewizjonistyczne zbliżone do Związku Radzieckiego i Jugosławii, a Albania jest jedynym państwem marksistowsko-leninowskim na świecie. 13 lipca 1978 roku Chiny ogłosiły odcięcie wszelkiej pomocy do Albanii, doprowadzając do rozłamu chińsko-albańskiego. Po raz pierwszy w nowożytnej historii, Albania nie miała żadnego sprzymierzeńca. W trakcie wojny wietnamsko-kambodżańskiej w 1978 Hoxha poparł stanowisko Wietnamu i oskarżył Chiny o imperialistyczny sojusz z USA w obronie reżimu Pol Pota w Kambodży.

#### Prawa człowieka
Niektóre klauzule konstytucji 1976 r. skutecznie ograniczały swobody polityczne, które interpretowane były jako sprzeczne z ustalonym porządkiem. Media były kontrolowane przez rząd. Służby specjalne Sigurimi, stosowały represyjne metody NKWD, MGB, KGB i wschodnioniemieckiej Stasi. Po 1968 roku zabraniano obywatelom wyjeżdżać za granicę, a wyjazdy mogły być wedle prawa potraktowane jako zdrada. Kultura zachodnia traktowana była z głęboką podejrzliwością, a pochodzące z zachodu nieautoryzowane materiały były rekwirowane. Według wzorców hodżystowskich sztuka miała być zgodna z socrealizmem. Według organizacji praw człowieka dochodziło do różnych form tortur psychicznych i fizycznych. W kraju znajdowało się czternaście więzień czy obozów pracy, gdzie obok siebie siedzieli pospolici przestępcy i więźniowie polityczni.

#### Religia
Przed rządami Hoxhy Albania była najbardziej muzułmańskim krajem Europy, co było w dużej mierze związane z tureckimi wpływami w regionie. W ówczesnym regionie religia była wyznacznikiem narodowości – muzułmanie postrzegani byli jako Turcy, a prawosławni jako Grecy. Hoxha widział w tym poważny problem – uważał, że taki podział napędza greckich separatystów w Północnym Epirze i dzieli naród albański. W okresie jego rządów prowadzono oficjalną politykę ateizmu państwowego. Już reforma rolna z 1945 roku przyczyniła się do skonfiskowania dużej części mienia kościelnego w tym kraju. To właśnie Kościół katolicki objęły pierwsze działania antyreligijne rządu Hoxhy, Watykan postrzegany był bowiem przez niego jako ośrodek faszyzmu i antykomunizmu. Partia prowadziła w szkołach edukację utrzymaną w ateistycznym stylu. Taktyka ta była skuteczna głównie ze względu na wysoki wskaźnik urodzeń okresu powojennego. Dużą kampanię antyreligijną rozpoczęto 6 lutego 1967 roku, akcja nosiła nazwę „Rewolucji Ideologicznej i Kulturalnej” i była inspirowana chińską rewolucją kulturalną. Sam Hoxha wystrzegał się przy tym stosowania przemocy (choć wcześniej stosowano przemoc wobec duchownych).

#### Kultywowanie nacjonalizmu
W trakcie kampanii antyreligijnej stwierdził, że „jedyną religią Albanii jest albanizm” – cytat ten pochodził od XIX-wiecznego pisarza albańskiego, Pashko Vasy. Według znanego albańskiego archeologa Muzafer Korkuti, częścią nacjonalistycznej polityki rządu były usilne badania dotyczące języków bałkańskich. W badaniach koncentrowano się na kwestii ciągłości między Albańczykami a Ilirami (przy czym starano się pomijać koncepcję zakładającą pochodzenie od Pelazgów). Popularyzowano imiona mające rzekomo pochodzić z czasów iliryjskich. Stanowisko odwołujące się do Ilirów zostało przyjęte w program edukacji – stanowiło to zwrot w nacjonalizmie – wcześni pisarze nacjonalistyczni byli zdania, że przodkami Albańczyków byli Pelazgowie. Teoria iliryjska szybko stała się jednym z filarów albańskiego nacjonalizmu, teza ta stała się popularna ze względu m.in. na to, że mogła ona dostarczyć dowody na ciągłość albańskiej obecności w Kosowie i południowej Albanii – a więc miejscach konfliktu etnicznego między Serbami, Grekami a Albańczykami.
W okresie jego rządów starano się również wykazać, że Albańczycy pod względem antropologicznym i fizycznymi byli inni od pozostałych populacji indoeuropejskich. Teoria ta została współcześnie obalona. Twierdzono również, że Iliryjczycy byli najstarszym ludem Bałkanów i starano się wydłużyć czas posługiwania się językiem iliryjskim.

### Ostatnie lata życia i śmierć

#### Nowa konstytucja
Na Siódmym Kongresie Albańskiej Partii Pracy w dniach 1–7 listopada 1976 r. zadecydowano o opracowaniu nowej konstytucji. Według samego Hoxhy stara konstytucja budowała podstawy socjalizmu, nowa natomiast miała stanowić kompletną budowę społeczeństwa socjalistycznego. Nowa konstytucja podkreślała niezależność Albanii w większym stopniu niż każda z poprzednich. Obywatele zachęcani byli do szkoleń w zakresie korzystania z broni, a działalność ta była również przedmiotem nauczania w szkole. Miało to posłużyć możliwości spontanicznego tworzenia oddziałów partyzanckich. Pożyczki i inwestycje zagraniczne były zakazane na mocy artykułu 26. Konstytucji. Sam Hoxha uważał, że nawiązanie kredytów od państw burżuazyjnych czy rewizjonistycznych włączy Albanię do światowego systemu gospodarki kapitalistycznej, a każde takie powiązanie otwiera drzwi do działań kapitalizmu i degenerację ustroju socjalistycznego. Takie zmiany były według niego przywróceniem kapitalizmu, do czego dojść miało w innych krajach socjalistycznych. Albania miała minimalny dług zagraniczny. W 1983 roku Albania importowała towary o wartości 280 milionów dolarów i eksportowała towary o wartości 290 milionów dolarów, co tworzyło nadwyżkę handlową dziesięciu milionów dolarów. Izolacja z drugiej strony zaowocowała niższymi niż europejskie standardami życia oraz zaległościami technicznymi kraju.
W 1981 r. przeprowadził czystkę w rządzie i wydalił z partii kilku działaczy. Drugi najpotężniejszy polityk Albanii, Mehmet Shehu popełnił samobójstwo w grudniu 1981 r. Już po tym uznany został za zdrajcę i oskarżony o działanie w służbie wielu agencji wywiadowczych. Uważa się, że mógł zostać zabity lub zastrzelił się w wyniku walki o władzę nad polityką zagraniczną kraju.
Hoxha napisał w tym czasie szereg książek – 65 dzieł zostało zebranych w sześciu tomach zbiorczych.

#### Choroba i śmierć

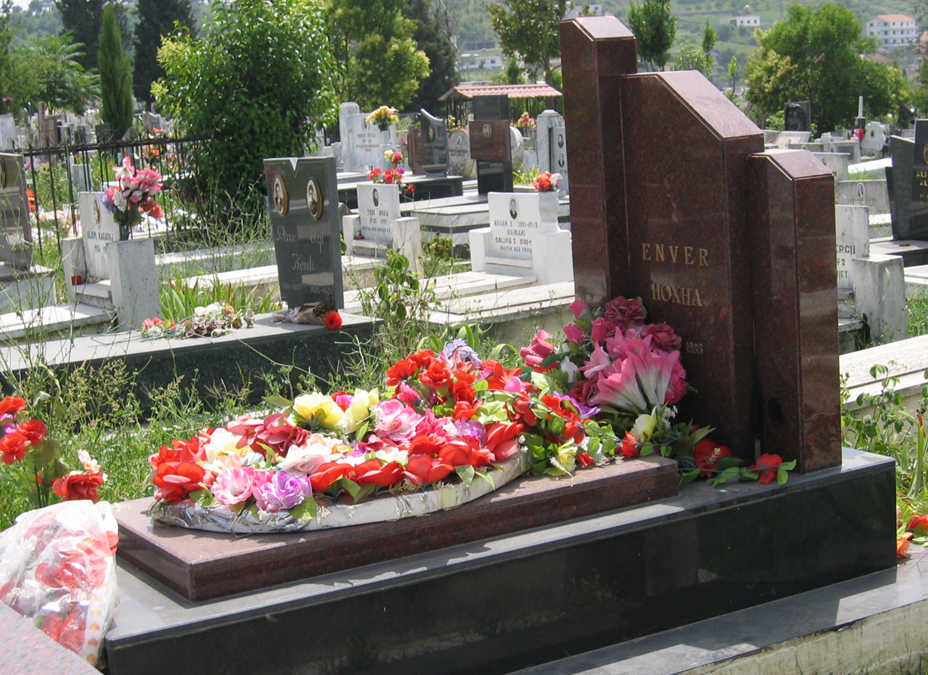
W 1992 roku zwłoki Envera Hoxhy zostały ekshumowane i nieformalnie pochowane po raz drugi na cmentarzu Shatrri, na przedmieściach stolicy. Na ilustracji jego obecne miejsce spoczynku na cmentarzu Shatrri w Tiranie

Ataku serca doznał w 1973 roku, po którym już nigdy nie odzyskał pełni zdrowia. Od końca lat 70. oddał większość funkcji państwowych w ręce Ramiza Ali. Na ostatnim etapie życia jeździł na wózku inwalidzkim. Od 1948 roku cierpiał też na cukrzycę, a od 1983 na niedokrwienie mózgu. Zmarł na skutek migotania komór wczesnym rankiem 11 kwietnia 1985. W związku z jego śmiercią w Albanii zarządzono siedmiodniową żałobę narodową i odwołano wydarzenia rozrywkowe, kulturalne i sportowe.
Po śmierci Hoxhy w kierownictwie Albańskiej Partii Pracy doszło do wewnętrznych sporów w sprawie dalszego kursu politycznego. Ramiz Alia nie zdołał zdobyć autorytetu, jaki posiadał Hoxha; w 1990 w kraju doszło do antyrządowych protestów, za sprawą których w 1991 rozpoczął się proces demokratyzacji kraju. Symbolem przemian było obalenie przez tłum pomnika Hoxhy w Tiranie 20 lutego tego roku, a miesiąc później odbyły się pierwsze wolne wybory, które wygrała partia komunistyczna. Władzę utraciła w 1992 po zwycięstwie wyborczym opozycji.

## Rodzina
Nazwisko Hoxha jest albańskim wariantem tytułu Hodja – został on nadany przodkom Envera ze względu na ich wysiłki w nauczanie Albańczyków nt. islamu.
Rodzicami Envera byli Halili i Gjylihan (Gjylo). Miał trójkę sióstr – Fahrije, Haxhire i Sanije. Wujek Envera, Hysen Hoxha, był jednym z uczestników i dowódców kampanii o niepodległość Albanii (kraj uzyskał niepodległość, gdy Enver miał cztery lata). Dziadek Envera, Beqir uczestniczył w Lidze Prizreńskiej.
Żonaty z Nexhmije, z którą miał córkę i syna. Syn Envera, Sokol Hoxha, był prezesem Albańskiej Poczty i Usług Telekomunikacyjnej. Sokol ożenił się z Lilianą, która przyjęła jego nazwisko. W późniejszym okresie centroprawicowy premier i prezydent Albanii Sali Berisha postrzegany był jako bliski przyjaciel Sokola (a także innych krewnych byłych komunistycznych dygnitarzy). Córka Hoxhy, Pranvera, jest architektem. Wraz z mężem, Klementem Kolaneci, projektowała muzeum ojca w Tiranie. Muzeum otwarte zostało w 1988 roku (trzy lata po śmierci Hoxhy). Budynek mieści obecnie Międzynarodowe Centrum Kultury.

## Zamach
W 1982 roku rozbita została Banda Mustafaj, grupa albańskich emigrantów na czele z Xhevdetem Mustafą. Grupa próbowała dokonać zamachu na życie Hoxhy. Plan się nie powiódł, a dwóch członków grupy zostało zabitych, trzeci został natomiast aresztowany. Grupa stworzyła jedyny realny plan zabicia albańskiego przywódcy.

## Jako teoretyk
Napisał szereg prac, w których krytykował bieżące wydarzenia, a także przedstawiał własne teorie. Popularne stało się zwłaszcza jego potępienie maoizmu po 1978 roku (Imperializm i Rewolucja).

## Spór o Hoxhę
W 2004 roku wdowa po Enverze Hoxhy – Nexhmije starała się o przyznanie pośmiertnie jej mężowi statusu weterana wojennego. Listy kierowane przez nią do władz w tej kwestii pozostały bez odpowiedzi. W liście do ówczesnego prezydenta Albanii, Alfreda Moisiu, wdowa po Hoxhy przypomniała, że jego ojciec spał pod tym samym kocem, co Enver Hoxha, kiedy walczył w ruchu oporu.

## Odznaczenia
- Order Lenina[111]
- Order Suworowa I klasy (ZSSR) – 7 sierpnia 1947[111]
- Medal „Za zwycięstwo nad Niemcami w Wielkiej Wojnie Ojczyźnianej 1941–1945”[111]
- Order Bohatera Narodowego (Jugosławia)[111]

Dekretem Prezydenta Republiki z 13 lutego 1995 Enver Hoxha oraz m.in. jego żona zostali pozbawieni wszystkich odznaczeń i tytułów honorowych.

## Teksty Envera Hoxhy w języku polskim
- Albańska Partia Pracy w walce o zbudowanie podstaw socjalizmu, O trwały pokój 1952/15, s. 3.
- Fiasko planu kolonizatorów Tito w Albanii, O trwały pokój 1949/15, s. 2.
- Nowe życie kobiet Albanii, /fragment przemówienia/, Nasza Praca 1956/2, s. 16–17, il.,
- Referat sprawozdawczy o działalności KC Albańskiej Partii Pracy wygłoszony na IV Zjeździe APP przez Enwera Hodżę w dniu 13 lutego 1961, Książka i Wiedza, Warszawa 1961